# Rushville (New York)
Rushville è un villaggio degli Stati Uniti d'America, situato nello stato di New York, diviso tra la contea di Yates e la contea di Ontario.